# Старое Буяново
Ста́рое Буя́ново (чув. Кивӗ Пуянкасси) — деревня в Янтиковском районе Чувашской Республики. Входит в состав Новобуяновского сельского поселения.

## География
Находится в восточной части Чувашии на расстоянии приблизительно 2 км на север по прямой от районного центра села Янтиково.

## История
Известна с 1781 — 83 годов как деревня с 83 дворами и 150 жителями мужского пола. Позднее было учтено: в 1795 — 45 дворов; в 1858 (вместе с деревней Новое Буяново) — 105 дворов, 892 жителя, в 1897 году — 669 жителей, в 1926 году — 151 двор, 730 жителей, в 1939 году — 840 жителей, в 1979 году — 643 жителя. В 2002 году было 162 двора, в 2010 году — 131 домохозяйство. В годы коллективизации работал колхоз «Хумсар», в 2010 СХПК «Буяновский».

## Население
Население составляло 467 человек (чуваши 98 %) в 2002 году, 450 в 2010.